# Joanne Züger
Joanne Züger (* 17. November 2000 in Liestal) ist eine Schweizer Tennisspielerin.

## Karriere
Züger begann mit sechs Jahren das Tennisspielen und ihr bevorzugter Spielbelag ist der Hartplatz. Sie spielt hauptsächlich bei Turnieren der ITF Women’s World Tennis Tour, wo sie bisher zwei Turniersiege im Einzel und zwei im Doppel erreichte.
Ihr erstes Profiturnier spielte sie im März 2015 in Antalya. 2018 erreichte sie fünfmal das Achtelfinale eines ITF-Turniers sowie das Halbfinale beim mit 15'000 US-Dollar dotierten Turniers in Kairo, wo sie den Titel im Doppel mit Nika Radišić gewannen. Bei den mit 25'000 US-Dollar dotierten ITF Women’s Open Klosters 2019 erreichte sie das Viertelfinale, wo sie gegen Julia Grabher mit 6:4, 4:6 und 4:6 verlor.
Ihr Debüt auf der WTA Tour gab Züger, als sie für die Qualifikation zu den Ladies Championship Lausanne eine Wildcard erhielt. Sie scheiterte in der ersten Runde an Jasmine Paolini mit 6:73 und 6:74.

## Turniersiege

### Einzel
| Nr. | Datum          | Turnier                 | Kategorie | Belag     | Finalgegnerin    | Ergebnis        |
| --- | -------------- | ----------------------- | --------- | --------- | ---------------- | --------------- |
| 1.  | 28. Juli 2019  | Les Contamines-Montjoie | ITF W15   | Hartplatz | Celia Belle Mohr | 7:62, 6:0       |
| 2.  | 18. April 2021 | Monastir                | ITF W15   | Hartplatz | Magali Kempen    | 7:64, 5:7, 7:65 |

### Doppel
| Nr. | Datum             | Turnier  | Kategorie   | Belag             | Partnerin    | Finalgegnerinnen                    | Ergebnis |
| --- | ----------------- | -------- | ----------- | ----------------- | ------------ | ----------------------------------- | -------- |
| 1.  | 1. Dezember 2018  | Kairo    | ITF $15.000 | Sand              | Nika Radišić | Cristina Ene Michele Alexandra Zmau | 6:3, 6:3 |
| 2.  | 20. November 2021 | Petingen | ITF W25     | Hartplatz (Halle) | Xenia Knoll  | Julie Belgraver Lucie Nguyen Tan    | 6:3, 6:3 |

## Weltranglistenpositionen am Saisonende
| Jahr   | 2018 | 2019 | 2020 | 2021 |
| ------ | ---- | ---- | ---- | ---- |
| Einzel | 1026 | 541  | 567  | 280  |
| Doppel | 1315 | 789  | 837  | 703  |

## Persönliches
Züger besuchte das Sportgymnasium Liestal und absolviert seit 2020 die Spitzensport-Rekrutenschule in Magglingen, dies als erste Tennisspielerin. Sie wohnt in Sissach.

## Videos
- «Wimbledon zu erleben ist ein Privileg» (telebasel vom 9. Juli 2018, 1:32 Minuten)
- Joanne Züger im Sport-Talk (telebasel vom 25. Januar 2019, 8:26 Minuten)
- Wie lebt es sich als junger Tennisprofi? (telebasel vom 29. August 2019, 3:14 Minuten)
- Vom Tenniscourt auf den Exerzierplatz (telebasel vom 6. November 2020, 4:54 Minuten)